# Larry Bird
Larry Joe Bird (* 7. Dezember 1956 in West Baden Springs, Indiana) ist ein ehemaliger US-amerikanischer Basketballspieler, der von 1979 bis 1992 in der NBA für die Boston Celtics aktiv war.
Bis heute gilt Bird als einer der besten NBA-Spieler aller Zeiten. Er gewann dreimal den NBA Most Valuable Player (MVP) Award (1984–86) sowie drei NBA-Meisterschaften mit den Celtics (1981, 1984 und 1986). Als Teil des US-Dream Teams gewann er bei den Olympischen Spielen 1992 die Goldmedaille. Sein Spitzname als Basketballspieler war „Larry Legend“, in Anspielung auf seine legendäre Spielweise. Im Oktober 1998 wurde Bird als Spieler in die Naismith Memorial Basketball Hall of Fame aufgenommen, 2010 ein zweites Mal zusammen mit dem Dream Team.
Innerhalb seiner Karriere hat Bird zusammen mit seinem Freund und sportlichen Rivalen Magic Johnson einen großen Teil dazu beigetragen, die NBA kommerziell zu retten und den Weg für die Globalisierung der NBA in den 1990er Jahren zu ebnen.
Von 1997 bis 2000 arbeitete er als Head Coach bei den Indiana Pacers, seit 2003 als Sportdirektor. Als Einziger in der Geschichte der NBA gewann er die Auszeichnungen als MVP (1984–86), Coach of the Year (1998) und als Executive of the Year (2012).

## Laufbahn

### Jugend und College

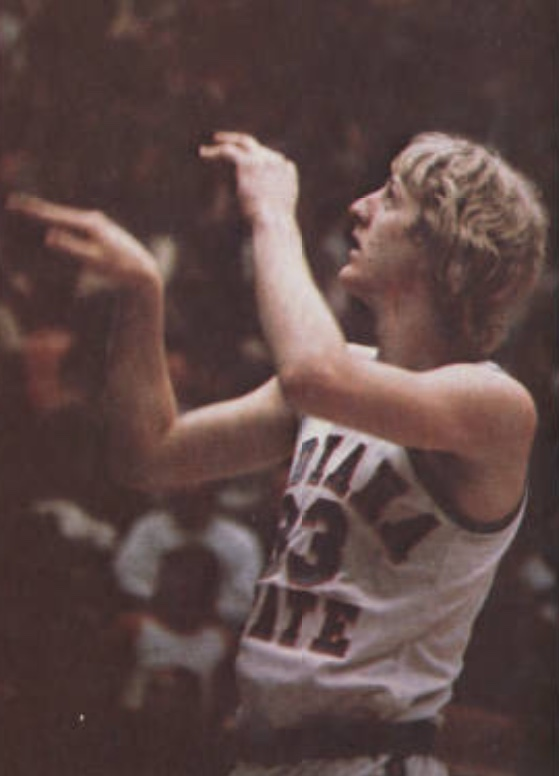
Bird während seiner College-Zeit

Larry Bird wurde als viertes von sechs Kindern von Joe und Georgia Bird im ländlichen Indiana geboren. Sein Heimatort French Lick hatte nur knapp 2.000 Einwohner. Angetrieben und beeindruckt von seinen beiden älteren Brüdern erlernte er das Basketballspiel. 1970 spielte er seine erste Saison an der Springs Valley Highschool in French Lick. Anfangs nur ein durchschnittlicher Spieler, verbesserte er sich im Laufe der Jahre enorm. Im basketballverrückten Staat Indiana wurde Bird weit über die Grenzen seines Heimatortes hinaus bekannt. In seinem letzten Highschool-Jahr (1973/74) erzielte er 30 Punkte und 17 Rebounds pro Spiel und zog das Interesse zahlreicher College-Basketballprogramme auf sich. Bird entschied sich erwartungsgemäß für ein Stipendium der traditionsreichen Indiana University.
Der Sprung ans College verlief für Bird problematischer als erwartet. Kurz nachdem er sich an der University of Indiana angemeldet hatte, verließ er das College und landete nach einer kurzzeitigen Studienzeit am Northwood Institute an der Indiana State University. Bird übernahm sofort die Führung des Teams und führte die Sycamores in seiner Senior-Saison bis ins Finale der NCAA Division I Basketball Championship. Dort scheiterte er jedoch mit seinem Team an den von Magic Johnson angeführten Michigan State Spartans.

### Spielerkarriere in der NBA
Vor der Saison 1979/80 wechselte er zum Team der Boston Celtics in die NBA, die ihn schon 1978 gedraftet hatten. Aus einem leidgeprüften Celtics-Franchise machte Bird binnen einer Spielzeit einen Championship-Anwärter. Der Rookie Bird führte sein Team zu einer 61:21-Bilanz und schlug letztendlich seinen Rivalen Magic Johnson im Rennen um den NBA Rookie of the Year Award. Allerdings war es Johnson, der die Lakers später zum Titel führte und Birds Leistung damit in den Schatten stellte. Verstärkt durch Kevin McHale und Robert Parish gewannen die Celtics in der folgenden Saison die NBA-Meisterschaft.

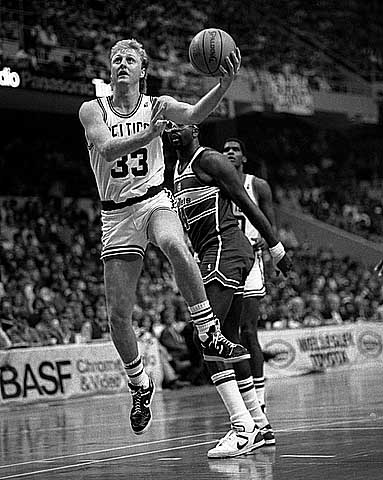
Bird war seine gesamte Profikarriere für die Boston Celtics aktiv

Bird hatte sich indes zum Team-Leader und einem der besten Forwards der NBA entwickelt. Zusammen mit Magic Johnson leitete er als Zuschauermagnet für Fans auf der ganzen Welt die Wiederbelebung der NBA ein. Die Hallen füllten sich mit Menschen, die sich die Vorstellungen des unaufhaltbaren Crunch-Time Players Larry Bird nicht entgehen lassen wollten. Bird und Magic galten mittlerweile als Phänomene in der zuvor von kraftvollen Power-Playern beherrschten NBA.
Bird war mit einer Körpergröße von 2,06 Meter einer der besten Distanzschützen dieser Ära. Dabei platzte Bird fast vor Selbstvertrauen und kündigte 40-Punkte-Spiele schon mal vor Spielbeginn bei seinen Gegenspielern an. Er entwickelte sich zu einem erstklassigen Verteidiger, obwohl er nicht sonderlich schnell auf den Beinen war. Man sagte über ihn, er könnte Spielzüge erkennen, bevor sie überhaupt eingeleitet wurden. Drei Spielzeiten in Folge wurde Bird zum MVP gewählt und gewann 1984 und 1986 mit den Celtics seine Meisterschaften Nummer zwei und drei.
Außerdem wird Larry Bird als ein herausragendes Allround-Talent angesehen, da er viele verschiedene Fähigkeiten auf dem Basketballfeld besaß.
Die Saison 1985/86 entwickelte sich zur besten in Birds Karriere und machte ihn endgültig zur lebenden Legende. In jedem der 14 Spiele des Monats Februar erzielte er mindestens 20 Punkte. Diese Bestmarke wurde bei den Celtics erst 30 Jahre später von Isaiah Thomas eingestellt. Er wurde MVP der regulären Saison und der Finals, gewann den ersten 3-Point Shootout der NBA und führte die Celtics zu einer Bilanz von 67 Siegen bei 15 Niederlagen. Außerdem wurde er mit der Sportler des Jahres-Auszeichnung von Associated Press geehrt. In den zwei folgenden Seasons konnte er den Titel des gewonnenen 3-Point-Shootouts jeweils verteidigen. 1987/88 bot Bird als erster Spieler in der Geschichte der Celtics eine 40–20-Vorstellung – er erzielte 42 Punkte und 20 Rebounds gegen die Indiana Pacers.

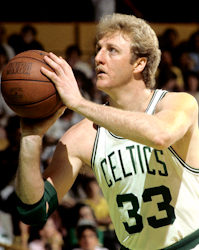
Bird während der NBA-Playoffs 1985

Die folgende Saison markierte den Anfang vom Ende der Karriere von Larry Bird. Er lief nur sechsmal im Trikot der Celtics auf und musste in den beiden darauffolgenden Spielzeiten insgesamt 59 Spiele verletzungsbedingt wegen Lendenwirbelsäulenproblemen aussetzen. Das Ende von Birds Laufbahn war nahe, als letzten Höhepunkt jedoch nahm er mit dem Dream Team an den Olympischen Sommerspielen 1992 in Barcelona teil. Das Team dominierte alle seiner Partien und gewann nicht nur die Goldmedaille, sondern auch weltweit Millionen von Fans. Am 18. August 1992 gab er schließlich seinen Rücktritt vom aktiven Sport bekannt, seine Rückennummer 33 ist durch ihn und Kareem Abdul-Jabbar bis heute in der Basketball-Community legendär und wurde bei den Celtics nicht erneut vergeben.

### Trainer- und Managerkarriere
Bird genoss sein Leben in den folgenden Jahren in vollen Zügen, spielte Golf und ließ die Dinge locker angehen. Doch schnell merkte er, dass ihn dieses Leben langweilte und er sich nach dem Wettbewerb in der NBA sehnte. Deshalb nahm er im Mai 1997 ein Angebot als Headcoach der Pacers aus seiner Heimat Indiana an. Auf Anhieb wurde Bird zum Coach of the Year gewählt und führte die Pacers in der Saison 1999/2000 bis in die NBA-Finals, wo sie schließlich an den Lakers scheiterten. Daraufhin beendete Bird, wie schon vor der Saison von ihm angekündigt, seine Trainer-Karriere und trat erneut den Gang in den Ruhestand an.
Seit Juli 2003 arbeitet Larry Bird als Sportdirektor bei den Pacers. In der Saison 2011/12 gewann er den NBA Executive of the Year Award.

## Trivia
Als 2005 ein überführter Räuber zu 30 Jahren Gefängnis verurteilt wurde, bat der erklärte Bird-Fan den Richter in Anlehnung an die Trikotnummer seines Idols um Anhebung der Strafe auf 33 Jahre. Dem Antrag wurde stattgegeben.
1983 erschien das Videospiel One on One: Dr. J vs. Larry Bird, in dem man ein Eins-gegen-Eins-Duell zwischen Bird und „Dr. J“ Julius Erving austragen kann. Herausgegeben von Electronic Arts erschien es für den Commodore 64, Apple II, ColecoVision und anderen Plattformen. 1988 erschien der Nachfolger One on One: Jordan vs. Bird für den Commodore 64, Sega Mega Drive, PC und das NES.

## NBA-Statistiken
| Legende | Legende                                        | Legende | Legende                                                     | Legende | Legende                                          |
| ------- | ---------------------------------------------- | ------- | ----------------------------------------------------------- | ------- | ------------------------------------------------ |
| GP      | Absolvierte Spiele (Games played)              | GS      | Spiele von Beginn an (Games started)                        | MPG     | Absolvierte Minuten pro Spiel (Minutes per game) |
| FG%     | Wurfquote aus dem Feld (Field-goal percentage) | 3P%     | Wurfquote Drei-Punkte-Würfe (3-point field-goal percentage) | FT%     | Freiwurfquote (Free-throw percentage)            |
| RPG     | Rebounds pro Spiel (Rebounds per game)         | APG     | Assists pro Spiel (Assists per game)                        | SPG     | Steals pro Spiel (Steals per game)               |
| BPG     | Blocks pro Spiel (Blocks per game)             | PPG     | Punkte pro Spiel (Points per game)                          | FETT    | Karriere-Bestmarke                               |

### Regular Season
| Saison   | Team     | GP  | GS  | MPG  | FG % | 3P % | FT % | RPG  | APG | SPG | BPG | PPG  |
| -------- | -------- | --- | --- | ---- | ---- | ---- | ---- | ---- | --- | --- | --- | ---- |
| 1979–80  | Boston   | 82  | 82  | 36.0 | .474 | .406 | .836 | 10.4 | 4.5 | 1.7 | 0.6 | 21.3 |
| 1980–81  | Boston   | 82  | 82  | 39.5 | .478 | .270 | .863 | 10.9 | 5.5 | 2.0 | 0.8 | 21.2 |
| 1981–82  | Boston   | 77  | 58  | 38.0 | .503 | .212 | .863 | 10.9 | 5.8 | 1.9 | 0.9 | 22.9 |
| 1982–83  | Boston   | 79  | 79  | 37.7 | .504 | .286 | .840 | 11.0 | 5.8 | 1.9 | 0.9 | 23.6 |
| 1983–84  | Boston   | 79  | 77  | 38.3 | .492 | .247 | .888 | 10.1 | 6.6 | 1.8 | 0.9 | 24.2 |
| 1984–85  | Boston   | 80  | 77  | 39.5 | .522 | .427 | .882 | 10.5 | 6.6 | 1.6 | 1.2 | 28.7 |
| 1985–86  | Boston   | 82  | 81  | 38.0 | .496 | .423 | .896 | 9.8  | 6.8 | 2.0 | 0.6 | 25.8 |
| 1986–87  | Boston   | 74  | 73  | 40.6 | .525 | .400 | .910 | 9.2  | 7.6 | 1.8 | 0.9 | 28.1 |
| 1987–88  | Boston   | 76  | 75  | 39.0 | .527 | .414 | .916 | 9.3  | 6.1 | 1.6 | 0.8 | 29.9 |
| 1988–89  | Boston   | 6   | 6   | 31.5 | .471 | –    | .947 | 6.2  | 4.8 | 1.0 | 0.8 | 19.3 |
| 1989–90  | Boston   | 75  | 75  | 39.3 | .473 | .333 | .930 | 9.5  | 7.5 | 1.4 | 0.8 | 24.3 |
| 1990–91  | Boston   | 60  | 60  | 38.0 | .454 | .389 | .891 | 8.5  | 7.2 | 1.8 | 1.0 | 19.4 |
| 1991–92  | Boston   | 45  | 45  | 36.9 | .466 | .406 | .926 | 9.6  | 6.8 | 0.9 | 0.7 | 20.2 |
| Gesamt   | Gesamt   | 897 | 870 | 38.4 | .496 | .376 | .886 | 10.0 | 6.3 | 0.7 | 0.8 | 24.3 |
| All-Star | All-Star | 10  | 9   | 28.7 | .423 | .231 | .844 | 7.9  | 4.1 | 2.3 | 0.3 |      |
| Quelle:  |          |     |     |      |      |      |      |      |     |     |     |      |

### Playoffs
| Saison  | Team   | GP  | GS | MPG  | FG % | 3P % | FT % | RPG  | APG | SPG | BPG | PPG  |
| ------- | ------ | --- | -- | ---- | ---- | ---- | ---- | ---- | --- | --- | --- | ---- |
| 1979–80 | Boston | 9   |    | 41.3 | .469 | .267 | .880 | 11.2 | 4.7 | 1.6 | 0.9 | 21.3 |
| 1980–81 | Boston | 17  |    | 44.1 | .470 | .375 | .894 | 14.0 | 6.1 | 2.3 | 1.0 | 21.9 |
| 1981–82 | Boston | 12  |    | 40.8 | .427 | .167 | .822 | 12.5 | 5.6 | 1.9 | 1.4 | 17.8 |
| 1982–83 | Boston | 6   |    | 40.0 | .422 | .250 | .828 | 12.5 | 6.8 | 2.2 | 0.5 | 20.5 |
| 1983–84 | Boston | 23  |    | 41.8 | .524 | .412 | .879 | 11.0 | 5.9 | 2.3 | 1.2 | 27.5 |
| 1984–85 | Boston | 20  | 20 | 40.8 | .461 | .280 | .890 | 9.1  | 5.8 | 1.7 | 1.0 | 26.0 |
| 1985–86 | Boston | 18  | 18 | 42.8 | .517 | .411 | .927 | 9.3  | 8.2 | 2.1 | 0.6 | 25.9 |
| 1986–87 | Boston | 23  | 23 | 44.1 | .476 | .341 | .912 | 10.0 | 7.2 | 1.2 | 0.8 | 27.0 |
| 1987–88 | Boston | 17  | 17 | 44.9 | .450 | .375 | .894 | 8.8  | 6.8 | 2.1 | 0.8 | 24.5 |
| 1989–90 | Boston | 5   | 5  | 41.4 | .444 | .263 | .906 | 9.2  | 8.8 | 1.0 | 1.0 | 24.4 |
| 1990–91 | Boston | 10  | 10 | 39.6 | .408 | .143 | .863 | 7.2  | 6.5 | 1.3 | 0.3 | 17.1 |
| 1991–92 | Boston | 4   | 2  | 26.8 | .500 | .000 | .750 | 4.5  | 5.3 | 0.3 | 0.5 | 11.3 |
| Gesamt  | Gesamt | 164 | 95 | 42.0 | .472 | .321 | .890 | 10.3 | 6.5 | 1.8 | 0.9 | 23.8 |
| Quelle: |        |     |    |      |      |      |      |      |     |     |     |      |